# HANDS UP! (新里宏太の曲)
「HANDS UP!」（ハンズ アップ!）は、新里宏太の1枚目のシングル。2013年7月31日にSONIC GROOVEから発売された。

## 概要
新里のメジャー・デビュー・シングル。表題曲「HANDS UP!」は、テレビアニメ『ONE PIECE』の歴代16曲目のオープニングテーマに起用された。
CDのみ盤の初回限定仕様はコミックカバー風特別仕様ジャケットで、単行本サイズの『ONE PIECE』のジャケットがCDにセットされている特殊な仕様になっており、CDショップのほか、書店やコンビニエンスストアでも販売されている。また、麦わらの一味（ルフィ、ゾロ、ナミ、ウソップ、サンジ、チョッパー＆ロー、ロビン、フランキー、ブルック）それぞれのキャラクターをメインにした9種類のピクチャーレーベル盤も生産された。新里宏太「HANDS UP!」特典キャンペーンとしてピクチャーレーベル9種（AVCD-16374〜AVCD-16382）に封入されている応募券を全て集めて専用ハガキ（「ルフィVer.（AVCD-16374）」に封入）にて応募すると、応募者全員に「ピクチャーレーベル9種を飾ることが出来るシリアルナンバー付きスペシャルボード」（3,000枚限定、数量達し次第、それ以降はシリアルナンバー無し）がプレゼントされた。
VISION FACTORY OFFICIAL SHOP、mu-moショップ、アニミュゥモ共通のオリジナル特典はメッセージ＆サイン（印刷）入りポストカード。

## 収録曲
CD+DVD盤
CD
1. HANDS UP!
作詞・作曲：BACK-ON
  - フジテレビ系テレビアニメ『ONE PIECE』16th主題歌
  - 中日ドラゴンズ内野手森野将彦打席時登場曲（2014年 - ）
2. Hold on
作詞・作曲：BACK-ON
3. ウィーアー!
作詞：藤林聖子 / 作曲：田中公平 / 編曲：KAZ
  - フジテレビ系テレビアニメ『ONE PIECE エピソードオブルフィ 〜ハンドアイランドの冒険〜』主題歌

DVD
1. HANDS UP! (Music Video)

CDのみ盤
1. HANDS UP!
2. Hold on
3. ウィーアー!
4. HANDS UP! (Instrumental)
5. Hold on (Instrumental)
6. ウィーアー! (Instrumental)

ピクチャーレーベル盤（9形態）
1. HANDS UP!
2. Hold on
3. ウィーアー!